# Arborophila atrogularis
Az Arborophila atrogularis a madarak osztályának tyúkalakúak (Galliformes) rendjébe és a fácánfélék (Phasianidae) családjába tartozó faj.

## Rendszerezése
A fajt Edward Blyth angol zoológus írta le 1850-ben, az Arboricola nembe Arboricola atrogularis néven.

## Előfordulása
Banglades, Kína, India és Mianmar területén honos. A természetes élőhelye szubtrópusi és trópusi síkvidéki és hegyi esőerdők, valamint száraz legelők és nedves cserjések.

## Megjelenése
Testhossza 25–28 centiméter, testtömege 200–312 gramm.

## Külső hivatkozás
- Képek az interneten a fajról
- Internet Bird Collection - videók a fajról